# Dictée
Pour les articles homonymes, voir La Dictée et Les Dictées.
 (août 2022).
Si vous disposez d'ouvrages ou d'articles de référence ou si vous connaissez des sites web de qualité traitant du thème abordé ici, merci de compléter l'article en donnant les références utiles à sa vérifiabilité et en les liant à la section « Notes et références ».

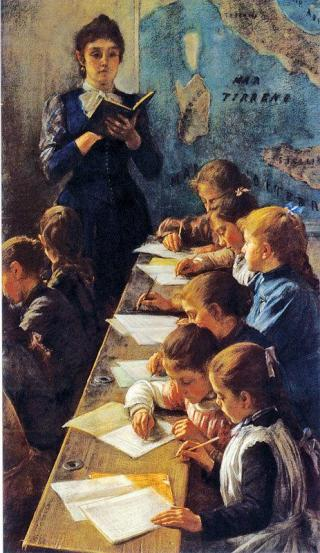
La Dictée, Demetrio Cosola (1891)

La dictée est l'opération par laquelle une personne lit à haute voix un texte cohérent selon un rythme qui permet à des auditeurs de le copier par écrit. Cette discipline essentiellement scolaire détermine le niveau d'orthographe et de grammaire des élèves.

## Principe
L'enseignant lit un texte à haute voix, par petits groupes de mots, que les élèves transcrivent au fur et à mesure. Chaque groupe de mots est d'abord lu lentement, en faisant bien sonner les liaisons, puis répété une ou deux fois à débit normal. À la fin, l'enseignant lit une nouvelle fois le texte d'un bout à l'autre et les élèves ont quelques minutes pour se relire et corriger leurs fautes éventuelles. Les transcriptions des élèves sont ensuite corrigées et notées selon un barème de points établi par l'enseignant ou par les instances administratives. Les textes utilisés pour la dictée comportent en général une quinzaine ou une vingtaine de lignes et peuvent être soit tirés d'un livre, soit composés spécialement.

## En français
Particulièrement prisé dans le monde francophone, l'usage de la dictée s'est généralisé en France dans les années 1850, succédant à la cacographie. On voit alors apparaître des recueils de dictées plus ou moins spécialisés selon qu'ils portent sur tel ou tel aspect de la grammaire ou de l'orthographe, ou encore selon le niveau scolaire ou le type d'établissement éducatif auxquels ils sont destinés. La dictée devient une épreuve à part entière dans toutes sortes d'examens et de concours. Avec la colonisation, puis par mimétisme, son usage se répand dans tous les pays où l'on parle et écrit le français. De par la place qu'on lui accorde dans les programmes d'éducation et de par les vertus ou les tourments que tour à tour on lui impute, elle devient un symbole de la scolarité et figure à ce titre dans nombre d'œuvres littéraires.

### Un passe-temps pour adultes
Devenue passe-temps pour adultes à la cour de Napoléon III, la dictée se corse de « pièges » orthographiques : mots rares ou désuets, règles de grammaire abstruses ou comportant des exceptions peu connues. Le modèle du genre est la célèbre dictée de Mérimée, commandée à l'écrivain par l'impératrice Eugénie en 1857. Dans la France des années 1980, ce type de dictée est remis au goût du jour par Bernard Pivot et fait l'objet par la suite de championnats organisés dans de nombreux pays francophones.

### Exemples de recueils de dictées auxXIXeetXXesiècles
- 1821 : Petit Dictionnaire du Peuple (J.C.L.P. Desgranges le Jeune) la plus ancienne dictée française. Corsaire Éditions 2022.
- 1839 : Dictées analytiques et orthographiques sur les parties du discours (M.-A. Peigné).
- 1852 : Recueil de dictées offrant de sérieuses difficultés (J.-L. Faure).
- 1854 : Dictées sur les verbes réguliers et irréguliers de la langue française (P.-A. Clouzet).
- 1860 : Les Dictées quotidiennes, ou Morceaux choisis des auteurs français, offrant des textes de lectures et de dictées pour chaque jour de l'année (Théodore Lévi Alvarès)(fils de David Lévi Alvarès).
- 1863 : Dictées en texte suivi sur les homonymes et les paronymes de la langue française (Théodore Lepetit).
- 1866 : Recueil de dictées anglaises, historiettes, anecdotes, bons mots renfermant toute la phraséologie usuelle et familière (Henry Hamilton).
- 1875 : Recueil de dictées données par diverses commissions chargées de juger l'aptitude des aspirants au brevet de capacité pour l'instruction primaire (Charles-François-Alexandre Choquet).
- 1876 : Recueil de dictées, leçons et problèmes sur l'agriculture (Le Frère Astier).
- 1883 : Dictées sur l'histoire de France (Pierre Larousse).
- 1892 : Recueil de dictées données aux concours d'admission au surnumérariat (Adrien Martinot).
- 1896 : Dictées curieuses sur les difficultés, les contrastes, les bizarreries, les anomalies, les irrégularités et les subtilités de la langue française, suivies de dictées officielles données dans les examens de l'hôtel de ville, à la Sorbonne et dans les départements (Clarisse Juranville).
- 1913 : Les Dictées d'un instituteur, extraits des cahiers d'une école laïque reproduits par la photographie (E. Duplessg).
- 1932 : Recueil de dictées données aux examens du certificat d'études primaires franco-indigènes et aux concours d'admission aux établissements d'enseignement primaire supérieur (Dưỏng-Quâng-Hàm).
- 1938 : Recueil de Dictées. Extraits de la Sainte Écriture et d’auteurs canadiens (Frères de l'Instruction chrétienne).
- 1953 : Dictées littéraires. Textes décomptés par quart de minute (Jean et Guy Brousse).
- 1964 : Dictées à préparer, méthode active d'acquisition de l'orthographe (Georges et René Galichet).
- 1988 : Chausse-trap(p)es : vingt-six dictées amusantes comportant (presque) toutes les difficultés de la langue française (Serge-Jean Major).
- 1988 : Entraînez-vous ! : championnats du monde d'orthographe de langue française (Jean-Pierre Colignon).
- 1989 : La Force de l'orthographe : 300 dictées progressives commentées (Maurice Grevisse).
- 1992 : Le Nyctalope et les phylactères (Michel Courot).
- 1994 : Qui a peur des sycophantes ? (Michel Courot).
- 2006 : 50 Dictées commentées (Philippe Dessouliers)  (ISBN 978-2-7540-0247-9).
- 2015 : Allez, une dictée... et que ça faute ! (Philippe Dessouliers)  (ISBN 978-2-37212-001-2).
- 2022 : dictées pour tous (Sonia Salhi et Abdellah Boudour).

### Quelques dictées notoires
- Dictée de Mérimée, 1857 ; variante augmentée 1868 ;
- Dictée du Diable, de René Thimonnier ;
- Dictée de Pierre Louÿs ;
- Les Élections, dictée de Jules Leroux, dans Léon Chatry, instituteur, 1913 ;
- Dictées de Bernard Pivot, lors des finales des Dicos d'or, championnats d'orthographe 1985-2005 ;
- la dictée pour tous, championnat national de dictées géantes, crée à Argenteuil ( Val d’Oise) par l’entrepreneur social Abdellah Boudour, en 2013.
- La Dictée Géante de Rachid Santaki, la plus grande dictée organisée au monde en termes de participants le 31 mars 2018 (1473 participants) ;
- la dictée pour tous est organisée au Palais de l’Elysée avec Brigitte Macron et l’entrepreneur social Abdellah Boudour, le 25 avril 2019. Le Président de la République a remis les prix aux participants.
- La Dictée des collèges[1] d'Orthodidacte et Guillaume Terrien (champion de France d'orthographe), la plus grande dictée du monde, en ligne et en simultané dans toute la France métropolitaine et d'outre-mer ;
- La dictée que l'instituteur Gustave Latouche récite régulièrement à ses élèves dans L'Élève Ducobu, série de bandes dessinées créée par Zidrou (scénario) et Godi (dessins)
- La première Dictée de L'Espace organisée par le musée de l'Air et de l'Espace du Bourget, France Culture et Rachid Santaki (2021)
- la Grande dictée du sport lu et écrit par l’académicien  Erik Orsenna, elle est organisée à l’institut de France, sous la coupole, par Le Ministère des Sports et Abdellah Boudour. ( 27 avril 2024 )

## En anglais
Peu connue dans les pays anglophones, où elle n'a pour équivalent que les exercices et les concours portant sur des listes de mots : spelling bees.

## En coréen
L'une des exceptions est la Corée, où un exercice appelé badasseugi (hangeul : 받아쓰기), identique à la dictée, est utilisé dans les écoles primaires pour faciliter le passage de la langue parlée à la langue écrite.

## En chinois
Les dictées en chinois (chinois simplifié : 听写 ; pinyin : tīng xiě ; litt. « écouter écrire ») constituent une partie essentielle de l'éducation primaire en Chine.

## Dictée musicale
Similaire à la dictée ordinaire, la dictée musicale est un exercice traditionnel de la formation musicale (ou solfège), qui, lui aussi, a connu un plus important développement en France qu'ailleurs.